# Feliz Madagascar
Merry Madagascar (Feliz Madagascar en Latinoamérica y España) es el especial de Navidad de la saga de películas de Madagascar estrenado por la cadena NBC el 17 de noviembre de 2009 en Estados Unidos y salió en DVD (en Estados Unidos) el 18 de noviembre de 2009 un día después de su estreno.

## Sinopsis
La historia transcurre luego de los hechos de la primera película y antes de la segunda.
A medida que la historia comienza, Álex (Ben Stiller), Marty (Chris Rock), Melman (David Schwimmer) y Gloria (Jada Pinkett Smith) intentan escapar de Madagascar y volver a Nueva York con un globo de aire caliente que construyeron, sin embargo fueron derribados por el rey Julien (Danny Jacobs) y sus lémures, quienes los confundieron con el "Duende Nocturno Rojo", quien los visita el 24 de "Julianero" de cada año y los ataca lanzándoles piedras negras (carbón). Inmediatamente después de eso, el "Duende Rojo" aparece y comienza a lanzar carbón en la playa, Álex logra derribar al Duende, pero los cuatro amigos descubren que el "duende nocturno" es nada más y nada menos que Santa Claus; dándose cuenta Gloria porque les lanza carbón. Por desgracia, al conocer a Santa Claus, el grupo se da cuenta del accidente dejó a Santa con amnesia, sin darse cuenta de sus responsabilidades. Julien comenta que él tiene "otro sombrero", indicando el gran bulto en su cabeza.
Álex, sintiéndose culpable por arruinar la Navidad para el mundo entero se le ocurre un plan: buscar el trineo para entregar los regalos y luego volver a New York en el trineo. Los cuatro amigos se disponen a buscar el trineo, sin embargo, cuando les piden ayuda a los renos para volar, aparecen los 4 pingüinos, que aparentemente tienen cierta rivalidad con los renos, acusándolos de trasladar la guarida de Santa Claus al Polo Norte, la cual se encontraba anteriormente en el Polo Sur según Skipper (Tom McGrath). Mientras las dos especies se preparan para la lucha, Cabo se enamora de Cupida (Nina Dobrev), un reno hembra. Skipper le da una bofetada durante su aturdimiento. Álex interrumpe el enfrentamiento para pedir a los renos que los ayuden a emprender el vuelo, sin embargo, el Líder de los renos le aclara que ellos solo obedecen a Santa y le dice que solicite ayuda a los “Surpoleros" (los pingüinos), luego los renos se van. Álex y sus amigos estaban a punto de rendirse cuando Skipper descubre un tanque de polvo brillante que él y los otros 3 pingüinos utilizarán para volar. Los Zoosters fueron a buscar a Santa para levantar el trineo, pero este, conquistado por la diversión de la fiesta de Julien, se niega a irse de la isla, por lo que los animales no tienen otra opción que pilotar el trineo ellos mismos.
Mientras los Zoosters se dirigen a entregar los juguetes, Julien le comenta a Santa la tradición del Julianero, la cual se trata de la dicha de dar regalos únicamente a él mismo. Todos los lémures se forman para entregarle sus regalos a su rey; Santa busca un regalo, toma una rama y la convierte en un tren de madera, gracias a su habilidad de hacer juguetes (aunque él no sabe cómo lo hizo). Esto impresiona a los lémures y empiezan a pedirle juguetes a Santa; éste construye trenes, barquitos, robots y bicicletas. Esto enfurece al Rey Julien y culpa a Santa de haber arruinado el Julianero y después se adueña de todos los regalos que recibieron sus súbditos.
Mientras tanto, los animales llegan a su primer destino: Canadá, listos para entregar los juguetes pero luego el trineo se estrella en el patio de una casa y Melman queda atorado en el techo, luego al intentar entrar en la chimenea se atasca en la misma. Álex y Marty entran a la casa para salvarlo, causando que activaran la alarma de la casa. Los pingüinos evacuaron el lugar al escuchar las sirenas policiales. Al darse cuenta Álex, Marty y Gloria de que se iban, se sujetan rápidamente del trineo y Gloria logra rescatar a Melman, luego aterrizan en la azotea de otro edificio; Álex decide dejar todos los juguetes en la oficina de correos de Nueva York. Sin embargo, al intentar despegar el trineo se enreda con una guirnalda y choca contra la pared de un apartamento y la atraviesa. Luego se encuentran con una niña llamada Abby (Willow Smith), la cual piensa que ellos son los ayudantes de Santa y empieza a abrazarlos a todos y luego les da a Álex un plato con galletas que ella hizo especialmente para ellos y finalmente se va a dormir. Álex se da cuenta del espíritu y la alegría de la Navidad y cambia de opinión con respecto a dejar los regalos en la oficina de correos y decide que él y sus amigos deben entregar los regalos, afirmando que ellos son los “ayudantes peludos de Santa".
De vuelta en Madagascar, Julien está sentado junto con su montón de regalos que él llevó al avión accidentado, aunque se siente triste y vacío. Santa se presenta a pedir disculpas por haber arruinado el Julianero; Julien le dice que se siente vacío por dentro a pesar de tener todos los regalos, luego Santa le sugiere que darle un regalo a alguien puede cambiar su estado de ánimo. Después de dar un avión de juguete a su amiga, un esqueleto humano a quien Julien llama Amelia, comienza a sentirse bien y luego va a repartir regalos a todos los lémures.
Mientras tanto, los animales se encuentran en Groenlandia repartiendo los últimos regalos, sin embargo, ellos tenían planeado regresar a Nueva York, pero Skipper les dice que sólo queda suficiente polvo mágico para volver a Madagascar; los animales, dejando de lado sus deseos personales, deciden regresar a Madagascar, estrellándose en la playa y golpeando a Santa por error, pero el golpe también causó que Santa recuperara la memoria, después le agradece a los Zoosters por haber salvado la Navidad.
Sin embargo, Santa descubre una última bolsa destinada a Liechtenstein y, luego de que los animales le dijeron que no había más polvo brillante, acude a un tanque de reserva de polvo mágico que los animales habían pasado por alto. Antes de que Álex y sus amigos pudieran pedir un viaje a Nueva York, Santa se va volando con sus renos, además de decirle a Julien que está fuera de la “lista negra", lo que enfurece a Julien, quien dice: "¡Yo soy la lista de los malos!", y después confundido le pregunta a Maurice qué es la lista de los malos. Con el espíritu navideño a llenar, los animales deciden celebrar su propia Navidad en Madagascar.
Julien, queriendo volver a la lista de los malos, comienza una guerra de cocos, golpeando a Álex con un coco y dejándolo inconsciente. Cuando sus amigos le preguntan si está bien, se levanta preguntando: “¿Quién es Álex? ", para la decepción de todos. El especial termina con Mort gritando: "¡Feliz Navidad y Feliz Julianuaro, a todo el mundo!" y es golpeado con un coco.

## Reparto
- Ben Stiller es Álex el león.
- Chris Rock es Marty la cebra.
- David Schwimmer es Melman la jirafa.
- Jada Pinkett Smith es Gloria la hipopótamo.
- Danny Jacobs es el rey Julien.
- Cedric the Entertainer es Maurice.
- Andy Richter es Mort.
- Tom McGrath es Skipper.
- Chris Miller es Kowalski.
- Christopher Knights es Private.
- Carl Reiner es Santa Claus.
- Nina Dobrev es la reno Cupida.
- Willow Smith es Abby.
- Jim Cummings es el reno Lucero.
- Nota: Rico el Pingüino aparece, pero John DiMaggio no creó líneas para él.